# سنگه
سنگه (به ایتالیایی: Seneghe) یک کومونه در ایتالیا است که در استان اریستانو واقع شده‌است. سنگه ۵۷٫۸ کیلومتر مربع مساحت و ۱٬۹۴۴ نفر جمعیت دارد.